# Hilarempis famillaris
Hilarempis famillaris är en tvåvingeart som beskrevs av Collin 1933. Hilarempis famillaris ingår i släktet Hilarempis och familjen dansflugor. Inga underarter finns listade i Catalogue of Life.